# 96 (numero)
Novantasei (96) è il numero naturale dopo il 95 e prima del 97.

## Proprietà matematiche
- È un numero pari.
- È un numero composto, con i seguenti 12 divisori: 1, 2, 3, 4, 6, 8, 12, 16, 24, 32, 48, 96. Poiché la somma dei divisori (escluso il numero stesso) è 156 > 96, è un numero abbondante.
- È un numero semiperfetto in quanto pari alla somma di alcuni (o tutti) i suoi divisori.
- È un numero ottagonale.
- È un numero rifattorizzabile, essendo divisibile per il numero dei suoi divisori.
- È un numero intoccabile, non essendo la somma dei divisori propri di nessun altro numero.
- È parte delle terne pitagoriche (28, 96, 100), (40, 96, 104), (72, 96, 120), (96, 110, 146), (96, 128, 160), (96, 180, 204), (96, 247, 265), (96, 280, 296), (96, 378, 390), (96, 572, 580), (96, 765, 771), (96, 1150, 1154), (96, 2303, 2305).
- È un numero a cifra ripetuta nel sistema di numerazione posizionale a base 11 (88).
- È un numero pratico.
- È un numero congruente.

## Astronomia
- 96P/Machholz è una cometa periodica del sistema solare.
- 96 Aegle è un asteroide della fascia principale del sistema solare.
- NGC 96 è una galassia della costellazione di Andromeda.

## Astronautica
- Cosmos 96 è un satellite artificiale russo.

## Chimica
- È il numero atomico del Curio (Cm), un attinide.